# Eta Pavonis
Eta Pavonis (η Pavonis / η Pav), è la quarta stella più luminosa della costellazione del Pavone. Dista dal sistema solare circa 352 anni luce e la sua magnitudine apparente è +3,60.
È invisibile alle medie latitudini dell'emisfero boreale, mentre nell'emisfero australe diventa circumpolare più a sud della latitudine 35°S. 
Eta Pavonis è classificata come gigante brillante arancione di tipo spettrale K2II o talvolta come gigante arancione di classe K2III. La sua luminosità è pari a 600 volte quella del Sole.